# Hardway
Hardway – dzielnica miasta Gosport, w Anglii, w Hampshire, w dystrykcie Gosport. W 2011 osada liczyła 5709 mieszkańców.